# Tadeusz Jodłowski
Tadeusz Jodłowski (ur. 13 czerwca 1925 w Piekarach Śląskich, zm. 31 października 2015 w Warszawie) – polski grafik, plakacista, scenograf. 

## Życiorys
Syn Roberta. Podczas okupacji niemieckiej, od 1941 uczęszczał do Szkoły Przemysłu Artystycznego w Krakowie.
Po wojnie studiował na Wydziale Grafiki Wyższej Szkoły Sztuk Plastycznych w Krakowie (do 1948) równolegle studiując scenografię. Dyplom uzyskał w 1953 u prof. Jerzego Karolaka w krakowskiej Akademii Sztuk Pięknych. 
W latach 1948–1954 jako pedagog był związany z krakowską ASP i jej Pracownią Plakatu i Grafiki. Po przeprowadzce do Warszawy, w latach 1954–1995 działał na ASP w Warszawie, początkowo jako asystent prof. Henryka Tomaszewskiego, później adiunkt w Pracowni Plakatu, następnie prowadził zajęcia z projektowania typograficznego i graficznego, kierował Pracownią Podstaw Projektowania i Pracownią Kompleksowego Projektowania Reklamy. Wykładał także na Wydziale Dziennikarstwa Uniwersytetu Warszawskiego i w Wyższej Szkole Informatyki i Zarządzania PAN.
Dorobek twórczy prof. Jodłowskiego obejmuje głównie plakaty i grafikę książkową. Jest zaliczany do twórców polskiej szkoły plakatu. Autor ponad 200 plakatów, począwszy od propagandowych, np.: 10 lat budowy Polski Ludowej, za który otrzymał nagrodę w 1954, przez plakaty cyrkowe, teatralne, sportowe i wystawiennicze, aż po muzyczne np. Warszawską Jesień z 1964. Kurator i projektant wystaw plakatu polskiego zagranicą. Uczestniczył w kilkudziesięciu wystawach zbiorowych w kraju i za granicą. Wystawiał indywidualnie od lat 60, m.in. w Hawanie (1966), Berlinie (1973), Kolumbii (1987). W 2010 odbyła się w Muzeum Plakatu w Wilanowie jego wystawa retrospektywna Tadeusz Jodłowski, plakaty. Chodzi o to, aby zamknąć duże w małym... 
W latach 70. i 80. brał udział w pracach Komitetu Organizacyjnego Międzynarodowego Biennale Plakatu w Warszawie. Zasiadał w jury Biennale Grafiki Użytkowej Békéscsaba (1984), XII Międzynarodowego Biennale Plakatu w Brnie (1985) czy I Międzynarodowego Triennale Plakatu w Moskwie (1992). 
Współpracował z Wydawnictwem Artystyczno-Graficznym (1955–1962), Krajową Agencją Wydawniczą (1977–1982), wydawnictwem „Nasza Księgarnia” oraz Związkiem Polskich Artystów Plastyków. Był kierownikiem artystycznym czasopism m.in.: „Przeglądu Kulturalnego” (1958–1961), „Made in Poland” (1966–1970), „Almanachu Polonii”.
Był żonaty, miał córkę Małgorzatę i syna.
Zmarł w Warszawie, pochowany 9 listopada 2015 na cmentarzu Czerniakowskim (sektor 3-2a-13).

## Ordery i odznaczenia
- Krzyż Oficerski Orderu Odrodzenia Polski
- Krzyż Kawalerski Orderu Odrodzenia Polski
- Złoty Krzyż Zasługi (22 lipca 1955)[2]
- Srebrny Krzyż Zasługi (22 lipca 1952)[7]

Źródło:.

## Nagrody
Był laureatem wielu nagród artystycznych m.in.: Nagrody im. Tadeusza Trepkowskiego (1959), brązowego medalu na I Ogólnopolskim Biennale Plakatu w Katowicach w (1965), nagrody i wyróżnienia w konkursie na znak graficzny „Made in Poland” (1965). Od lat 60. wielokrotnie nagradzany w konkursie na najlepszy plakat Warszawy. W 1979 otrzymał Dyplom honorowy Związku Artystów Plastyków ZSRR.